# Скьёрринг, Кристиан
Кристен Кристиан Фредерик Скьёрринг (дат. Christen Christian Frederik Schiørring; 10 февраля 1837, Орхус — 20 декабря 1893, Копенгаген) — датский скрипач и композитор.
Сын музыканта. Учился игре на скрипке у своего отца, с 14-летнего возраста продолжил занятия в Копенгагене. В 1858 поступил в Королевскую капеллу, с 1870 г. её первая скрипка. Одновременно выступал как ансамблевый исполнитель в составе квартетов и трио вместе с Францем Ксавером Нерудой, также предварял лекциями концерты квартета Неруды. Был придворным музыкантом королевы Луизы. Преподавал частным образом и, с 1884 г., в копенгагенском Институте слепых. Среди учеников Скьёрринга — Август Энна.
Автор ряда камерных сочинений для своего инструмента, наиболее известны «Шесть северных мелодий» (дат. Sex nordiske melodier).
Кавалер ордена Данеброг (1879).